# Perilampus masculinus
Perilampus masculinus är en stekelart som beskrevs av Boucek 1956. Perilampus masculinus ingår i släktet Perilampus och familjen gropglanssteklar. Inga underarter finns listade i Catalogue of Life.